# بیماری التهابی مولتی‌سیستمیک با شروع در نوزادی
بیماری التهابی مولتی‌سیستمیک با شروع در نوزادی (انگلیسی: Neonatal onset multisystem inflammatory disease) که به‌اختصار «NOMID» نامیده می‌شود و با عنوان «سندرم مزمن عصبی جلدی مفصلی نوزادی» یا «CINCA» هم شناخته می‌شود، یک سندرم نادر «تب دوره‌ای» ژنتیکی است که مشخصه‌اش التهاب در چندین ارگان بدن در دوران نوزادی است و احتمال بروز آن ۱ در یک میلیون تولد است. تاکنون حدود ۱۰۰ مورد از این بیماری گزارش شده‌است.
علائم بیماری شامل، بثورات کهیری جلدی، التهاب مفصل شدید، درگیری چشمی (یوئیت و التهاب ملتحمه) و مننژیت مزمن است که منجر به آسیب دستگاه عصبی (اختلالات بینایی، کاهش شنوایی حسی - عصبی، هیدروسفالی، تشنج و اختلال ذهنی-هوشی) می‌شود. این بیماری یکی از انواع سندرم‌های دوره‌ای وابسته به کرایوپایرین است و می‌توان آن را با داروی جدید آکینرا درمان نمود.
این بیماری در اثر جهش در ژن «NALP3» (یا همان ژن CIAS1) ایجاد می‌شود که می‌تواند منجر به «کهیر سرد خانوادگی» و «سندرم ماکل-ولس» هم بشود.